# 広島国際学院自動車整備大学校
広島国際学院自動車整備大学校（ひろしまこくさいがくいんじどうしゃせいびがっこう）は2020年4月に開校した自動車整備士育成の教育機関。2022年4月改称前の名称は広島国際学院専門学校。

## 概要
前身は広島国際学院大学自動車短期大学部。

## 場所
- 郵便番号:739-0302
- 所在地:広島県広島市安芸区上瀬野町517-1